# Bienno
Bienno (im camunischen Dialekt Bièn) ist eine italienische Gemeinde mit 3756 Einwohnern (Stand 31. Dezember 2023) in der Provinz Brescia in der Lombardei und ist Mitglied der Vereinigung I borghi più belli d’Italia (Die schönsten Orte Italiens). 
Der Ort liegt im Valcamonica. Die Nachbargemeinden sind Bagolino, Berzo Inferiore, Bovegno, Breno, Cividate Camuno und Collio. Die Gemeinde Prestine wurde Teil von Gemeinde Bienno am 23. April 2016.

## Persönlichkeiten
- Geltrude Comensoli (1847–1903), Ordensgründerin, Heilige
- Giovanni Battista Morandini (1937–2024), römisch-katholischer Geistlicher, Erzbischof und Diplomat